# S.T.A.L.K.E.R. 2: Heart of Chornobyl
『S.T.A.L.K.E.R. 2：Heart of Chornobyl』（ストーカーツー ハート・オブ・チョルノービリ）は、 ウクライナを拠点とするデベロッパーのGSC Game Worldが開発し、Microsoft WindowsおよびXbox Series X/S向けに2024年11月20日に発売されたファーストパーソン・シューティングサバイバルホラーゲーム。日本語版ローカライズ・販売はセガ。
本作はコンピュータゲームシリーズ『S.T.A.L.K.E.R.』の第四作目であり、2009年の『Call of Pripyat』以来13年ぶりとなるシリーズ新作である。また、シリーズで初めて家庭用ゲーム機向けにも販売される。また、本作も『Call of Pripyat』のNTSC/PAL版の発売に続いて最初に発表され、当初は2012年に発売予定とされたが、最終的に発売予定の年にキャンセルされた。しかし、2018年にUnreal Engine 4を採用して開発が再開された。

## 開発

### 初期の開発
『S.T.A.L.K.E.R 2』は、GSC Game WorldのCEOであるSergei Grigorovichが2010年に最初に発表し、発売日は2012年に設定された。Grigorovichは「シリーズの公式販売本数が世界で400万本を突破した後、我々は迷うことなくS.T.A.L.K.E.R.ユニバースの新たな大作ゲームを作り始めた。これは、プレイヤーが我々に期待する大ヒットゲームの次の章になるだろう」と語っている。本作の開発は『S.T.A.L.K.E.R. 2.』に合わせて一から作られたまったく新しいマルチプラットフォームエンジンを搭載することが明言されるなど意欲的なものとなっていた。
開発期間中に行われた多くのレイオフや全体的な人員削減により、GSCの従業員数は75％減少した。2年後、Grigorovichは「個人的な理由」のためにすべての開発の即時停止を発表した。2011年12月9日、GSC Game Worldは閉鎖された。公式ツイッターアカウントは「我々は継続するために最善を尽くす。しかし、現時点では確かなことは何もない」と投稿した。不確定の状況が数ヶ月間続いた後、「休暇後に開発を継続するが、資金が必要になる」と新たに投稿された。しかし、2012年4月に『S.T.A.L.K.E.R. 2.』のこのビルドのキャンセルが同社のFacebookページで正式に発表され、出資者、スタッフ、オリジナルのIP権利者の間の紛争が原因であると公式に発表された。

### West Gamesのスキャンダル
元GSCの主任開発者Eugene Kimによって設立されたスタジオであるWest Gamesは、2014年6月に『S.T.A.L.K.E.R.』シリーズの精神的続編『Areal』のKickstarterクラウドファンディングキャンペーンを始めた。しかし、本件は広く批判を集めており、予告映像は全てがオリジナルの『S.T.A.L.K.E.R.』ゲームの映像で構成されていたほか、同作の開発スクリーンショットとされるものはUnityエンジンの「アセットストア」の修正アセットであることが明らかになったが、West Gameはそれを「メディアの捏造」と主張した。本プロジェクトは、当初の目標額5万ドルを1万5000ドル上回る6万5000ドルの資金をKickstarterで集めたが、ルール違反を理由に7月22日にKickstarterから保留処置を受けた。中止後、West Gamesは当初、プロジェクトの資金調達のために同社ウェブサイトでのプライベートファンディングに切り替えたと主張していたが、2014年12月にWfunderプラットフォームで別のクラウドファンディングキャンペーンを発表し、新作ゲーム『S.T.A.L.K.E.R Apocalypse』の開発資金として前回を大幅に上回る目標額60万ドルを設定した。

### Survarium
『S.T.A.L.K.E.R. 2』のオリジナルビルドを手掛けた元チームは、同作のキャンセル後に新スタジオ「Vostok Games」を立ち上げ、free-to-playのMMO『Survarium』を開発した。ベンチャーキャピタルを介して実現した本プロジェクトは、キャンセルされた続編のオリジナルビルドで彼らが作成したアイデアを利用して、オリジナルの『S.T.A.L.K.E.R.』シリーズの精神に基づいて構築されている。

### 復活
数年間の休止の後、GSC Game Worldは2014年12月に正式に改組され、『Cossacks 3』を開発した。四年後、同作のFacebookページで新たな『S.T.A.L.K.E.R. 2』の開発が発表され、ゲームのウェブサイトのリンク「www.stalker2.com」も公表された。その後、ゲームはUnreal Engine 4を利用して開発されることが明らかになった。この『S.T.A.L.K.E.R. 2』のビルドは、まだ同作の開発が「設計ドキュメント段階」にある非常に早期に発表された。Grigorovichは後にポッドキャストで、2018年にプロジェクトを発表した意図は、主にE3 2018でパブリッシング契約を結ぶための誇大広告を作り出すことであったと述べた。
完全なゲームプレイ映像がMicrosoft/Bethesdaのプレスカンファレンスで上映されたE3 2021まで、プロジェクトに関する情報はほとんど提供されなかった。発売予定日は2022年4月28日に設定されたが、2022年1月にGSC Gameは、本作の発売を2022年12月8日に延期するとTwitterで発表し、「7ヶ月の延期は、私達のビジョンを実現し、ゲームを望ましい状態にするために必要なもの」とコメントした。

### 開発一時中断、タイトル変更、開発再開
2022年2月24日に始まったロシアによるウクライナ侵攻を受け、ウクライナのキエフに本拠を置くGSC Game Worldはスタッフおよびその家族の生存のため懸命な努力を続けており、ゲーム開発は後回しになると発表した。その上で「この戦争に勝利したなら、必ずや開発を再開する」と表明している。
3月15日にタイトルが「Heart of Chernobyl」から「Heart of Chornobyl」に改められた。公式には理由は説明されていないが、ロシア語でなくウクライナ語由来の名称に改めたものと考えられる。その後、ロシアでの販売予定を中止し、吹替対応言語からもロシア語が削除された。
2022年5月19日、本作の開発が再開されていることが明らかになり、同年6月にGSC Game Worldは、本作のリリースを2023年に延期することを明らかにした。
更にリリースは延期となり、発売は2024年第1四半期の発売予定。
2024年第1四半期とされていたリリース予定日は、2024年9月6日へと延期された後、更に11月20日へと変更された。
2024年10月3日、ウクライナ侵攻下での本作の開発を描くドキュメンタリー映画『War Game: The Making of S.T.A.L.K.E.R. 2』がYouTubeで公開された。

## リリース
『S.T.A.L.K.E.R. 2』は発売日にXbox Game Passに登場する。さらに、GSC Game Worldは同作をMicrosoft WindowsとXbox Series X/S向けに独占販売予定と表明している。ただしこの独占権はEpic Games対Apple訴訟の一部としてリークされた文書から明らかなように、発売後3か月間のみ予定されている。

## ウクライナ軍支援とその影響
ウクライナ侵攻の影響により、GSC Game Worldはウクライナ軍を支援するため、チャリティセールや寄付を行っている。『S.T.A.L.K.E.R. 2』のロシアでの発売は中止されたが、何らかの手段で同作ロシアで購入すると、ロシア政府により「テロ支援」とみなされる可能性があるとされている。